# Egypt Mons
Egypt Mons è una montagna situata su Io, una luna di Giove. Supera i 10000 m di altezza ed è l'11ª vetta più alta di Io. L'U.S. Geological Survey le attribuisce un diametro di 193,7 km, invece l'Io Mountain Database indica una lunghezza di 133,8 km e una larghezza di 146 km. Si tratta di un massiccio montuoso a forma di ferro da stiro, caratterizzato da un aspetto accidentato e irregolare, con una complessa morfologia. Ha un'area di 9792 km² e il centro è situato alle coordinate 41°29′24″S 257°36′00″W. Sul lato nord presenta una ripida scarpata, a nord-ovest si trova la Babbar Patera, a sud-est l'Hermes Mensa e a sud-ovest la Svarog Patera.
Il nome Egypt Mons deriva dall'Egitto, luogo dove Io, personaggio della mitologia greca, terminò i suoi viaggi. L'Unione Astronomica Internazionale ha adottato questo nome nel 1997.